# Edificio Ely
L'Edificio Ely (in portoghese Edifício Ely) è un edificio storico della città di Porto Alegre in Brasile. 

## Storia
L'edificio, progettato dall'architetto di origine tedesca Theodor Wiederspahn, venne costruito tra il 1922 e il 1923 per ospitare il negozio del commerciante Nicolau Ely, attivo nel commercio di tessuti. In origine, Ely gestiva la sua attività al piano terra e affittava i piani superiori come uffici.
L'edificio è stato restaurato nel 2012.

## Descrizione
L'edificio è situato lungo la Rua Conceição nel centro di Porto Alegre.
Costruito in muratura in uno stile eclettico di ispirazione germanica, con elementi rinascimentali e barocchi, l'edificio si sviluppa su quattro piani. La sua facciata è decorata da cornici alle finestre, balaustre, cupole, ornamenti e statue. Spicca un frontone con volute e una statua di Mercurio posizionata sopra l'ingresso, opera di Alfredo Staege.